# Barrado
Barrado è un comune spagnolo di 524 abitanti situato nella comunità autonoma dell'Estremadura.